# 松德里奧省
松德里奧省（義大利語：Provincia di Sondrio）是意大利倫巴第大區的一個省。面積3,196平方公里，2017年人口181,403人。首府松德里奧。
下分77市鎮。